# Caffè Pedrocchi (rivista)

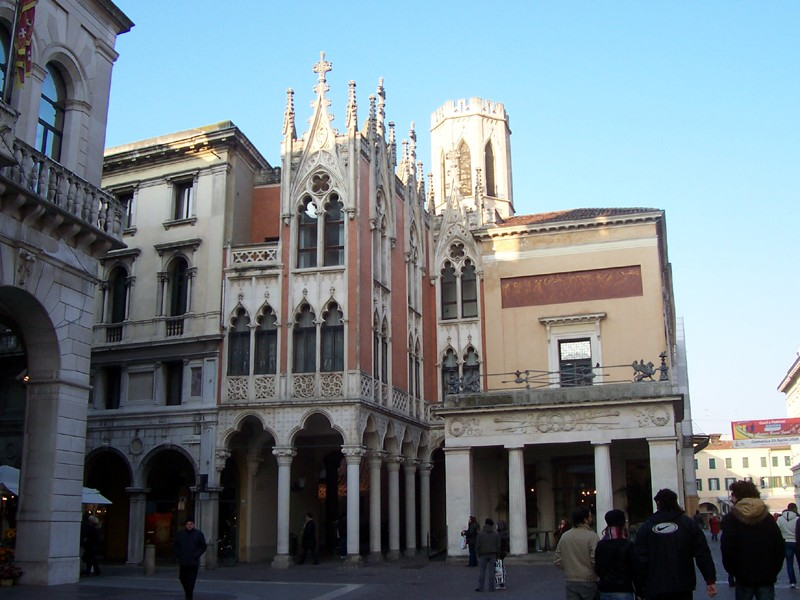
Il caffè Pedrocchi a Padova, da cui prese nome l'omonimo giornale.

Il Caffè Pedrocchi è stato un "foglio settimanale", pubblicato ogni domenica a Padova dal 1846 al 1848.

È probabilmente il giornale padovano più conosciuto e il primo dei sei successivamente intitolati al nome del celebre "caffè senza porte", aperto nel centro di Padova dalla famiglia Pedrocchi. 

## Storia
Suoi fondatori furono il tipografo, poeta e drammaturgo Jacopo Crescini (editore), il giornalista Guglielmo Stefani (direttore) e il medico condotto di Montagnana Antonio Berti (redattore), che gli diedero un'impronta satirico-patriottica pur parlando di tutto (o, se si preferisce, di cultura in senso lato) tranne che di politica, espressamente vietata dalla sospettosissima censura austriaca. Nel novembre 1844 Crescini e Berti, che già pubblicavano il Giornale euganeo di scienze, lettere e varietà, noto più semplicemente come l'Euganeo, per rafforzarne il prestigio e la diffusione avevano chiesto agli organi competenti l'autorizzazione a pubblicare un secondo giornale di tono più popolare, in uscita la domenica, con «utili ed ameni argomenti di belle lettere, di viaggi, di studi storici e bibliografici, delle scienze considerate nel vantaggio individuale e della società, di teatri ed altro». A dicembre, viste le soddisfacenti informazioni di polizia, da Vienna giunse il via libera e il 1º luglio 1845 comparve un numero di saggio del nuovo giornale: esso però conteneva una poesia di Giovanni Prati che provocò l'intervento della polizia e l'espulsione del poeta da Padova.
Il primo numero effettivo del Caffè Pedrocchi uscì finalmente il 4 gennaio 1846 e alla redazione del giornale collaborarono numerosi autori, fra cui anche personaggi noti, alcuni abituali ed altri occasionali, che operavano in città o che con essa avevano contatti politici, letterari e artistici. Inizialmente molti furono gli stessi scrittori e articolisti dell'Euganeo, come il Prati, il poeta e commediografo Teobaldo Ciconi, il conte Andrea Cittadella Vigodarzere, lo storico Carlo Leoni, il critico d'arte Pietro Selvatico o il critico musicale Leone Fortis, cui lo Stefani aggiunse presto nuove firme prestigiose e combattive, come i poeti Aleardo Aleardi e Luigi Carrer, un giovanissimo Ippolito Nievo, la friulana Caterina Percoto e il dalmata Federico Seismit-Doda. In realtà l'impostazione non risultò particolarmente "popolare" e i suoi lettori appartenevano soprattutto agli ambienti degli studenti universitari e della borghesia colta; in ogni caso il giornale era fin troppo vivace e polemico, al punto che nel luglio 1847 la polizia ne propose la chiusura a partire dal 1º gennaio 1848. Vi furono numerose proteste e il Caffè Pedrocchi continuò a uscire anche dopo la data fatidica finché, in seguito ai disordini studenteschi scoppiati a Padova l'8 febbraio 1848 e repressi dopo un'intera giornata di scontri con morti e feriti, il direttore Stefani venne arrestato dagli austriaci il 10 febbraio, ma venne poi rilasciato il 17 marzo grazie all'insurrezione di Vienna, alla caduta del cancelliere Metternich e alla liberazione dei detenuti politici. Il Caffè Pedrocchi comunque aveva già sospeso le pubblicazioni il 12 marzo e le riprese il 5 aprile 1848 con l'aggiunta del sottotitolo "Unione, Indipendenza", manifestando così apertamente la propria adesione ai moti risorgimentali, e di un supplemento quotidiano, il Bollettino della mattina (motivato da «l'urgenza delle circostanze e del bisogno di conoscere cotidianamente ciò che interessa tutti i cuori italiani»). Ancora un paio di mesi di dibattiti sui problemi dell'unità d'Italia, ma poi il giornale cessò definitivamente le pubblicazioni con il ritorno vittorioso degli "occupanti" austriaci il 14 giugno.